# Сташов
Сташов (пољ. Staszów) је град у Пољској у Војводству Светокришком у Повјату staszowski. Према попису становништва из 2011. у граду је живело 15.760 становника.

## Становништво
Према прелиминарним подацима са пописа, у граду је 2011. живело 15.760 становника.
| 2002.  | 2011.  | 2012.  |
| ------ | ------ | ------ |
| 15.882 | 15.760 | 15.517 |